# Estudo (música)
Um estudo é uma composição musical   para exercitar uma habilidade técnica específica na execução de um instrumento solo. Por exemplo, o estudo para piano Op. 25 No. 6 de Frédéric Chopin enfatiza a execução de terças na mão direita, Op. 25 No. 7 se concentra na qualidade cantante das melodias em uma textura polifônica, e Op. 25 No. 10 abrange oitavas paralelas.

## História e função dos estudos musicais
Estudos musicais têm sido compostos desde o século XVIII, especialmente por Carl Czerny, mas foi Chopin quem transformou o estudo em uma forma musical importante. Estudos podem estar apresentados em diversas formas e, às vezes, são agrupados em esquemas maiores: Os Estudos Sinfônicos de Robert Schumann são intitulados, na sua segunda versão, Estudos em forma de Variações. 
Estudos para outros instrumentos foram escritos também, por exemplo os estudos para violino de Rodolphe Kreutzer e os estudos para violão de Heitor Villa-Lobos. Os 24 Caprichos de Paganini também podem ser considerados uma série de estudos de técnica violinística bastante avançados. 
Os estudos que são mais amplamente admirados são aqueles que transcendem sua função prática e passam a ser apreciados, também, por sua musicalidade. Por exemplo, os Estudos de Chopin são considerado não somente tecnicamente difíceis, mas, também, musicalmente expressivos. Em contraste, os estudos de Czerny são geralmente vistos simplesmente como tecnicamente difíceis. Assim, os estudos de Chopin são frequentemente executados em público, enquanto os de Czerny permanecem confinados à sala de estudo.
Encontram-se casos extremos em estudos que dificilmente poderiam ser qualificados como música, sendo compostos por figuras repetitivas com a intenção pura de exercício físico. Destes, os mais conhecidos são os 60 estudos de Charles-Louis Hanon (1873).
Alguns pedagogos argumentam que estudos que não são musicais e que servem apenas para desenvolver os dedos não possuem valor e podem até mesmo ser nocivos - Abby Whiteside, por exemplo, defende que exercícios do estilo de Hanon e Czerny sejam totalmente abandonados. Já a escola musical contemporânea defende tais estudos, argumentando que é possível compreender os aspectos músicais, como estética e harmonia, sem alcançar o nível da apreciação musical, tornando tais estudos uma fonte de pesquisa à descoberta de novas formas e soluções musicológicas contemporâneas.

## Os Estudos para Piano
Como já citado, essa forma foi criada por Carl Czerny e eternizada por Chopin. Mas Franz Liszt foi talvez o mais importante compositor de Estudos de todos os tempos, pois seus Estudos revolucionaram a técnica pianística e iniciaram o movimento Ultra Virtuosístico Romântico neste instrumento.
Liszt compôs uma série de 12 Estudos, cada um trabalhando uma (ou mais) parte(s) da técnica pianística, e alcançaram um nível tão alto de dificuldade que desafiam os virtuosi do instrumento até hoje. Esses Estudos foram revisados duas vezes por Liszt, e, por isso, tiveram três versões, onde a mais conhecida é a terceira (e última) versão: Estudos de Execução Transcendental.
Liszt, por ter iniciado o Ultra Virtuosismo na técnica pianística, influenciou vários outros Ultra Virtuosi do instrumento (que acabaram por escrever peças ainda mais virtuosísticas que o próprio Liszt), tais como Charles-Valentin Alkan e Kaikhosru Shapurji Sorabji.